# Jacques Christophe Blarer de Wartensee
Pour les articles homonymes, voir Blarer.
Jacques Christophe Blarer de Wartensee (en allemand Jakob Christoph Blarer von Wartensee), né le 11 mai 1542 à Berneck et mort le 18 avril 1608 à Porrentruy, est un ecclésiastique suisse, prince-évêque de Bâle.

## Biographie

### Formation et nomination
En parallèle avec ses études à Fribourg-en-Brisgau de 1557 à 1559, il est expectant du chapitre à la cathédrale de Constance en 1555, nommé chanoine en 1559, puis archidiacre en 1570.
Il est élu à l'unanimité évêque de Bâle le 22 juin 1575, et sa nomination est confirmée par le pape Grégoire XIII le 4 mai 1576. Il est ordonné prêtre aussitôt après, intronisé le 10 février 1577, et reçoit l'investiture impériale le 15 novembre de la même année.

### Contre-réforme
Afin de contrer les effets de la réforme protestante, après les condamnations du concile de Trente, dans son diocèse, il noue, avec l'aide des Capucins et des Jésuites une alliance avec les cantons catholiques sous la forme d'un traité d'assistance mutuelle signé officiellement à Lucerne le 28 septembre 1579 et solennellement juré à Porrentruy le 11 janvier 1580.
Après avoir récupéré les seigneuries hypothéquées et les biens du chapitre dans la ville de Bâle, il recatholicise la ville de Porrentruy puis les différents bailliages. Devant les protestations de la ville de Bâle, un arbitrage fédéral est convoqué, qui donne raison à Blarer en supprimant les combourgeoisies des vallées de Laufon, de Delémont et des Franches-Montagnes et en condamnant la ville à lui verser 200 000 florins à titre de dédommagement, ce qui va provoquer la guerre du Rappen quelques années plus tard.
Il tente de passer un accord équivalent avec Berne en 1599, proposant que la ville de Bienne passe sous contrôle bernois en l'échange de la prévôté de Moutier-Grandval. Ce traité, refusé par les cantons catholiques, sera finalement exécuté en 1606 avec un traité.
Il fonde à Porrentruy, en 1591, un collège jésuite, puis en 1606 un grand séminaire pour améliorer la formation du clergé et favoriser le recrutement et l'instruction de nouveaux prêtres. En parallèle, il fait développer les mines et fonderies de Delémont, de Courrendlin, d'Undervelier et de Saint-Ursanne pour créer de nouvelles sources de revenus pour la principauté.

## Divers
La ville de Porrentruy a déclaré l'année 2008 comme année Blarer à l'occasion du 400e anniversaire de sa mort.
Bailliage dépendant du prince-évêque de Bâle.

## Sources
- « Jacques Christophe Blarer de Wartensee » dans le Dictionnaire historique de la Suisse en ligne.